# Beilschmiedia ovalis
Beilschmiedia ovalis là loài thực vật có hoa trong họ Nguyệt quế. Loài này được (Blake) C.K.Allen miêu tả khoa học đầu tiên năm 1945.